# Jennifer Jones (curlingspelare)
Jennifer Jones, född den 7 juli 1974 i Winnipeg, Kanada, är en kanadensisk curlingspelare.
Hon tog OS-guld i damernas curlingturnering i samband med de olympiska curlingtävlingarna 2014 i Sotji.